# 제이 개츠비
제이 개츠비(Jay Gatsby)는 프랜시스 스콧 피츠제럴드의 소설 《위대한 개츠비》의 주인공이다.